# Szymon Datner

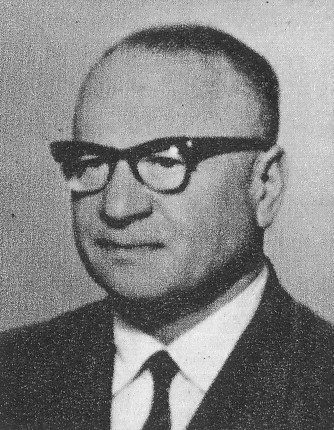
Szymon Datner

Szymon Datner  (geboren 2. Februar 1902 in Krakau, Österreich-Ungarn; gestorben 8. Dezember 1989, Warschau, Polen) war ein polnischer Historiker jüdischer Herkunft. Bekannt wurde er durch seine Studien über in Polen begangene NS-Kriegsverbrechen gegen die jüdische Bevölkerung von Białystok nach dem deutschen Angriff auf die Sowjetunion im Juni 1941.

## Leben und Werk
Datner wurde 1902 in Krakau geboren. Er studierte an der Jagiellonen-Universität (UJ), wo er einen Abschluss in Anthropologie erwarb und unterrichtete am Hebräischen Gymnasium in der polnischen Stadt Białystok bis zum Ausbruch des Krieges in den Fächern Sport, Geschichte und Gesang.
Er überlebte den Zweiten Weltkrieg in den Wäldern von Ost-Polen in verschiedenen Partisanen-Gruppen kämpfend. Seine Erlebnisse aus dem Ghetto Bialystok der gleichnamigen Stadt Białystok schilderte er in dem Buch Walka i zagłada Białostockiego Ghetta (Das Białystoker Ghetto: Kampf und Zerstörung), das 1946 vom Wojewódzka Komisja Historyczna [Voivodeship Historical Committee] veröffentlicht wurde. Nach dem Krieg arbeitete er am Jüdischen Historischen Institut in Warschau und war Experte bei der Hauptkommission zur Erforschung der Naziverbrechen in Polen (Główna Komisja Badania Zbrodni Niemieckich w Polsce). Er erforschte hauptsächlich den Holocaust. Sein zusammen mit Janusz Gumkowski und Kazimierz Leszczyński verfasstes Genocide 1939–1945. (War crimes in Poland) (Eksterminacja ludności w Polsce w czasie okupacji niemieckiej (engl.), Warschau und Posen: Wydawnictwo Zachodnie, 1962, Główna Komisja Badania Zbrodni Niemieckich w Polsce) ist die englischsprachige Ausgabe der Dokumentation deutscher Kriegsverbrechen.
Nach den März-Ereignissen trat er 1970 von seinem Amt als Direktor des Jüdischen Historischen Instituts zurück.
Seine erste Frau und seine zwei Töchter, Mika und Lilka, wurden während des Aufstandes im Ghetto Bialystok getötet.
Die Historikerin und Soziologin Helena Datner-Śpiewak ist seine Tochter aus seiner zweiten Ehe mit der polnischen kommunistischen Aktivistin Edwarda Orłowska (1906–1977).
Über einige antijüdische Pogrome – wie das Massaker von Jedwabne – konnte er aufgrund der Zensur im kommunistischen Polen nicht offen schreiben.
Er schrieb zahlreiche Studien (darunter im Bulletin der genannten Hauptkommission) und mehrere Bücher. Er war auch ein ausgewiesener Kenner und Aktiver der jüdischen Kultur.

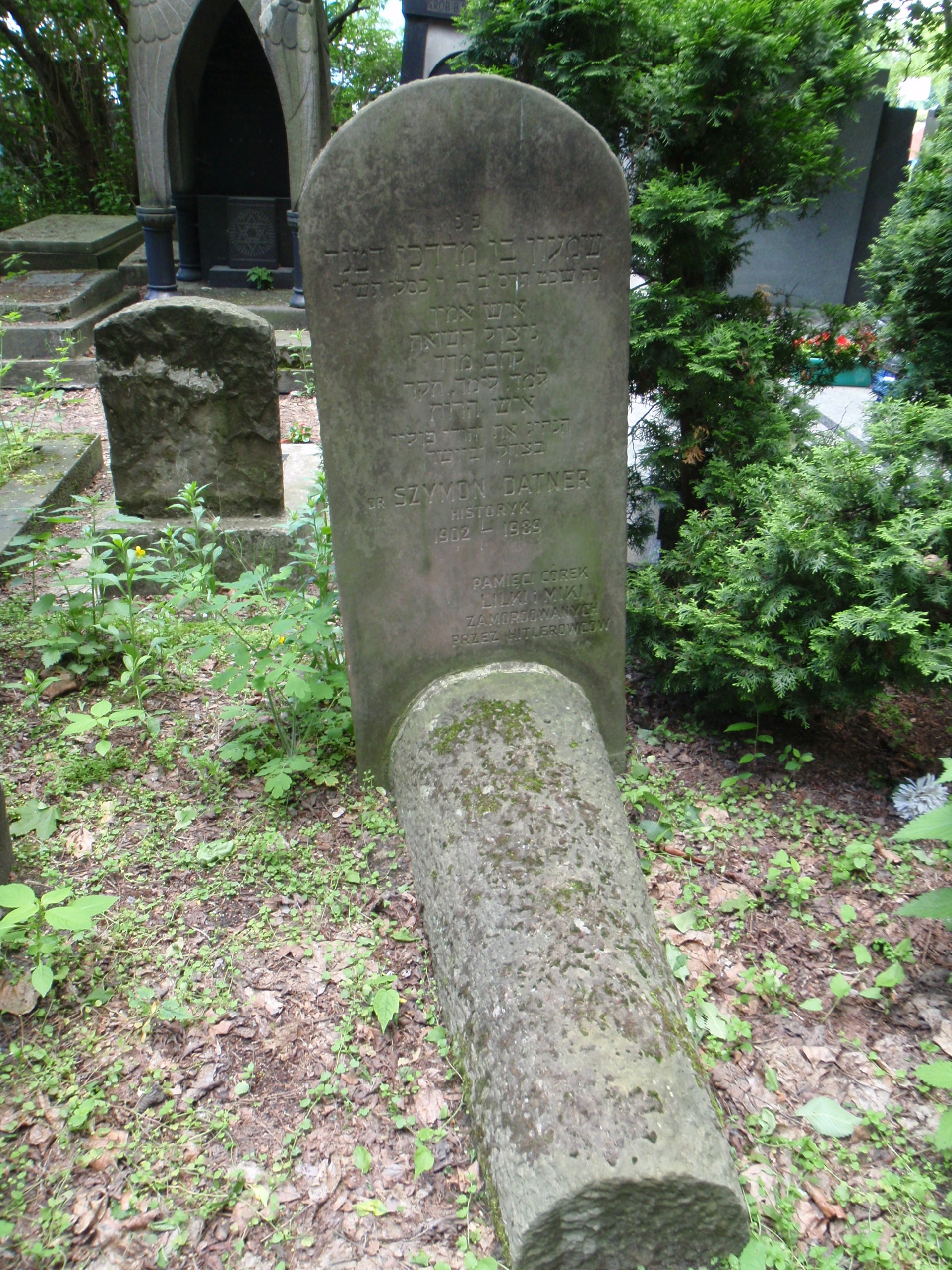
Grab von Szymon Datner, Jüdischer Friedhof Warschau

Er wurde auf dem jüdischen Friedhof an der Okopowa-Straße in Warschau beigesetzt.

## Publikationen (Auswahl)
- Walka i Zagłada białostockiego getta [Kampf und Holocaust im Ghetto von Białystok] (Łódź, 1946).
- Zbrodnie Wehrmachtu na jeńcach wojennych w II wojnie światowej [Verbrechen der Wehrmacht gegen Kriegsgefangene im Zweiten Weltkrieg] (Warschau, 1961).
- Zbrodnie okupanta w czasie powstania warszawskiego w 1944 roku (w dokumentach) [Verbrechen des Besatzers während des Warschauer Aufstands im Jahr 1944 (in Dokumenten)] (Warschau, 1962).
- Wilhelm Koppe – nieukarany zbrodniarz hitlerowski [Wilhelm Koppe – ein ungestrafter Nazi-Verbrecher] (Warszawa-Poznań, 1963).
- Ucieczki z niewoli niemieckiej 1939–1945 [Flucht aus deutscher Gefangenschaft 1939–1945] (Warschau, 1966).
- Eksterminacja ludności żydowskiej w Okręgu Białostockim [Vernichtung der jüdischen Bevölkerung im Bezirk Bialystok] (Biuletyn ŻiH, 1966)
- Niemiecki okupacyjny aparat bezpieczeństwa w okręgu białostockim (1941–1944) w świetle materiałów niemieckich (opracowania Waldemara Macholla) (Biuletyn GKBZH, 1965).
- 55 dni Wehrmachtu w Polsce (Warschau, 1967).
- Las sprawiedliwych. Karta z dziejów ratownictwa Żydów w okupowanej Polsce (Warschau, 1968).
- Tragedia w Doessel – (ucieczki z niewoli niemieckiej 1939–1945 ciąg dalszy) (Warschau, 1970).
- Z mądrości Talmudu (Warschau, 1988)

in Übersetzung
- Genocide, 1939–1945. Szymon Datner, Janusz Gumkowski, Kazimierz Leszczyński. Wydawnictwo Zachodnie, 1962.